# Música del cor
 Música del cor  (original: Music of the Heart) és una pel·lícula estatunidenca de Wes Craven estrenada el 1999.
Ha estat doblada al català.

## Argument
Abandonada pel seu marit per a qui ha sacrificat la seva carrera, una dona ensenya violí en un barri difícil de Nova York. Però després de més de deu anys d'ensenyament, inicia una guerra contra la decisió de l'escola de suprimir el finançament dels seus cursos.

## Repartiment
- Meryl Streep: Roberta Guaspari
- Aidan Quinn: Brian Sinclair
- Angela Bassett: Janet Williams
- Cloris Leachman: Assunta Guasapari
- Gloria Estefan: Isabel Vasquez
- Jane Leeves: Dorothea Von Haeften
- Jay O'Sanders: Dan Paxton

## Al voltant de la pel·lícula
- Meryl Streep va obtenir la seva dotzena nominació als Oscars per a la seva interpretació.
- Fins llavors amo del cinema de terror, Wes Craven va canviar per primera vegada de registre. Ho tornaria a intentar en un altre gènere: el thriller, amb més èxit, amb Red Eye , amb Rachel McAdams i Cillian Murphy.

## Premis i nominacions

### Nominacions
- 2000. Oscar a la millor actriu per Meryl Streep
- 2000. Oscar a la millor cançó original per Diane Warren amb "Music Of My Heart"
- 2000. Globus d'Or a la millor actriu dramàtica per Meryl Streep
- 2000. Grammy a la millor cançó escrita per pel·lícula, televisió o altre mitjà visual per Diane Warren amb "Music Of My Heart"